# Legendresche Vermutung

Primzahlen in quadratischen Anordnungen

Die Legendresche Vermutung (benannt nach dem Mathematiker Adrien-Marie Legendre) ist eine zahlentheoretische Aussage, die besagt, dass es für jede natürliche Zahl {\displaystyle n} mindestens eine Primzahl zwischen {\displaystyle n^{2}} und {\displaystyle (n+1)^{2}} gibt.
Die Vermutung ist eines der Landau-Probleme – benannt nach Edmund Landau, der sie auf dem Internationalen Mathematikerkongress in Cambridge 1912 zu den vier zur damaligen Zeit nicht attackierbaren Vermutungen über Primzahlen zählte.
Die Vermutung ist unbewiesen. Es konnte allerdings gezeigt werden, dass zwischen {\displaystyle n^{2}} und {\displaystyle (n+1)^{2}} immer eine Primzahl oder eine Semiprimzahl liegt.
Die Legendresche Vermutung stellt eine notwendige Bedingung für die nachfolgende (ebenfalls unbewiesene) Vermutung dar:
Gegeben sei eine Primzahl {\displaystyle p}. Die natürlichen Zahlen {\displaystyle 1} bis {\displaystyle p^{2}} seien zeilenweise aufsteigend quadratisch angeordnet wie in der Abbildung für die ersten fünf Primzahlen {\displaystyle p=2;3;5;7} und {\displaystyle 11} dargestellt.
Dann gibt es zu jeder solchen quadratischen Anordnung eine Auswahl von {\displaystyle p} Primzahlen, so dass sich in jeder Zeile und jeder Spalte genau eine Primzahl befindet.
Daraus, dass sich in der letzten Zeile einer jeden quadratischen Anordnung mindestens eine Primzahl befinden muss, lässt sich die Legendresche Vermutung folgern.
In Analogie zur Legendreschen Vermutung bewies Albert Ingham für Kubikzahlen: Für jedes hinreichend große {\displaystyle n} liegt zwischen {\displaystyle n^{3}} und {\displaystyle (n+1)^{3}} mindestens eine Primzahl.

## Beispiele
Für {\displaystyle n=1,2,3,4,5} bestätigen die Primzahlen {\displaystyle p=2,5,11,17,29} die Legendresche Vermutung.

## Verwandtes
Nach der Brocardschen Vermutung (benannt nach Henri Brocard) gibt es für jedes {\displaystyle n>1} mindestens vier Primzahlen zwischen {\displaystyle p_{n}^{2}} und {\displaystyle p_{n+1}^{2}.} Dabei ist {\displaystyle p_{n}} die n-te Primzahl (also {\displaystyle p_{1}=2,} {\displaystyle p_{2}=3,} …). Beispielsweise liegen zwischen {\displaystyle p_{2}^{2}=9} und {\displaystyle p_{3}^{2}=25} die fünf Primzahlen {\displaystyle 11,13,17,19,23}. Auch diese Vermutung ist unbewiesen.
Der dänische Mathematiker Ludvig Oppermann (1817–1883) vermutete 1882 (Vermutung von Oppermann), dass es für {\displaystyle n>1} zwischen {\displaystyle (n-1)\cdot n=n^{2}-n} und {\displaystyle n^{2}} mindestens eine Primzahl gibt (und ebenso zwischen {\displaystyle (n+1)\cdot n=n^{2}+n} und {\displaystyle n^{2}}). Eine andere Formulierung mit der Primzahlfunktion {\displaystyle \pi (x)} lautet {\displaystyle \pi (x^{2}-x)<\pi (x^{2})<\pi (x^{2}+x)}. Aus der Vermutung folgt, dass es mindestens vier Primzahlen zwischen {\displaystyle (n+1)^{2}} und {\displaystyle (n-1)^{2}} gibt und mindestens zwei zwischen {\displaystyle n^{2}} und {\displaystyle {(n+1)}^{2}} (eine zwischen {\displaystyle n^{2}} und {\displaystyle n\cdot (n+1)} und eine zwischen  {\displaystyle n\cdot (n+1)}  und {\displaystyle {(n+1)}^{2}}), sie ist also eine Verschärfung der Legendre-Vermutung. Ebenso folgt, dass der Abstand zweier aufeinanderfolgender Primzahlen {\displaystyle p_{n+1}-p_{n}<{\sqrt {p}}_{n}} ist. Dies ist ebenfalls unbewiesen.